# Soledad Bengoechea de Cármena
Soledad Bengoechea de Cármena (Madrid, 21 de marzo de 1849–Ibídem, 15 de octubre de 1894) fue una pianista y compositora española del siglo XIX. Nació en una familia acomodada y amante de la música. Recibió clases de piano y armonía de mano de Jesús de Monasterio y Juan Ambrosio Arriola en Madrid y, durante la época de su residencia en Bilbao, instrumentación con Nicolás Ledesma. La familia Bengoechea ostentaba uno de los salones musicales madrileños más selectos, donde Soledad pudo conocer a importantes compositores e intérpretes de la ciudad, atestiguándose la relación de la familia con Francisco Asenjo Barbieri. Ella misma era invitada con asiduidad a los salones como pianista y en estos pudo estrenar alguna de sus obras.
Al contraer matrimonio con Carlos Carmena y de Arizmendi, también adoptó el apellido de su esposo para firmar sus obras con el nombre de Soledad Bengoechea de Carmena.
Fue miembro fundador de la Sociedad Artístico-Musical de Socorros Mutuos.
Tras varios años de retiro, su carrera se vio truncada prematuramente, pues falleció relativamente joven en Madrid en el año 1893. Su marido falleció en 1897.

## Obras
- Flor de los cielos, zarzuela (1874)
- El gran día, zarzuela (1874)
- A la fuerza ahorcan, zarzuela en tres actos (1876)
- Sybille, overture (1873)
- Salve en Mi bemol para tiple y coro con acompañamiento de piano o arpa (1883)
- Scherzo en Do sostenido menor para piano (1868)
- Misa a cuatro voces y orquesta en Si bemol mayor (1867)
- Marcha Triunfal para orquesta (1881)
- Mazurka para piano (1893)
- Marcha triunfal en La bemol mayor para piano (1883)
- Ave Verum, para tenor o soprano y contralto solistas con coro (1876)
- Capricho-Scherzo en La mayor para piano (1872)
- Gran Vals de concierto (1869)
- Larmes. Romanza para soprano y piano (1873)